# Thierry Anti
Pour les articles homonymes, voir Anti.
Thierry Anti, né le 19 février 1959 à Paris, est un joueur puis entraîneur français de handball. Tout au long d'une carrière à la longévité remarquable, il aura dirigé cinq équipes françaises : l'US Créteil (1987 à 1990 puis 1994 à 2004), l'UMS Pontault-Combault (1990 à 1994), le Paris Handball (2004 à 2008), le HBC Nantes (2008 à 2019) et enfin le Pays d'Aix UC (2020 à 2023). 

## Biographie

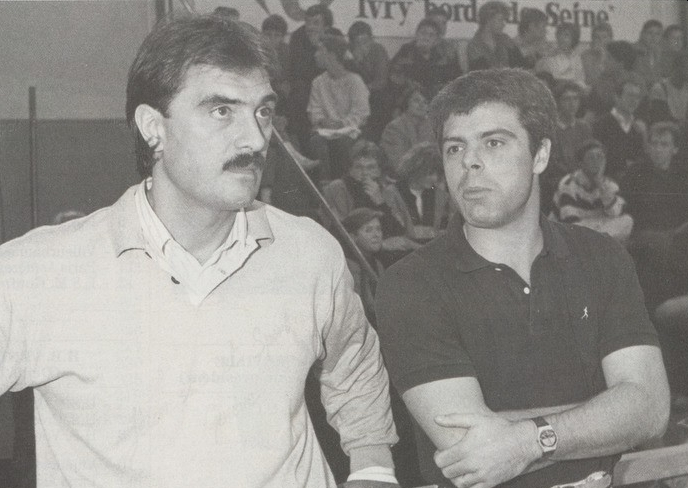
Thierry Anti (à droite), adjoint de Sead Hasanefendić à l'US Créteil en 1988.

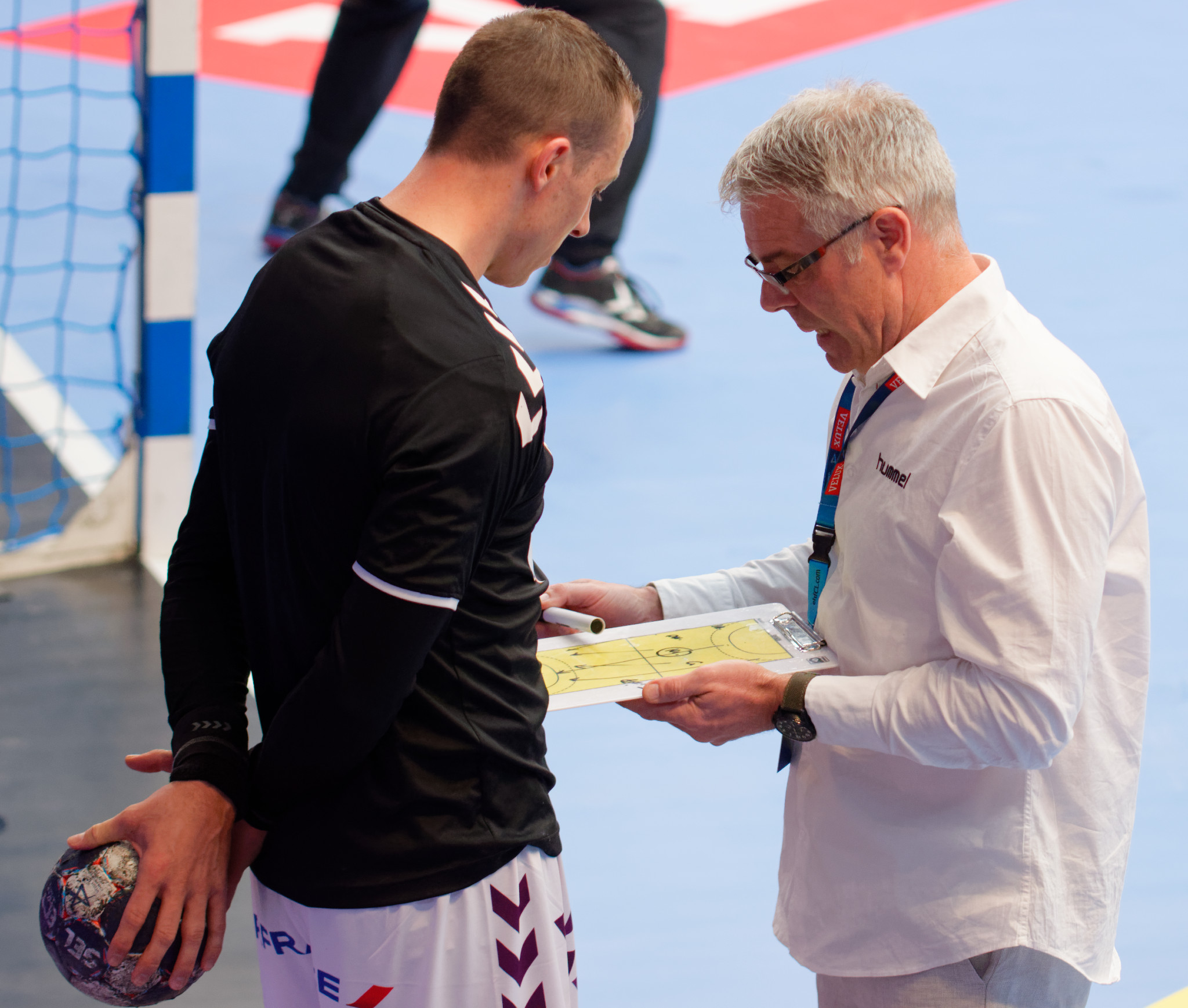
Thierry Anti discutant tactique avec Dominik Klein, le 1er avril 2017

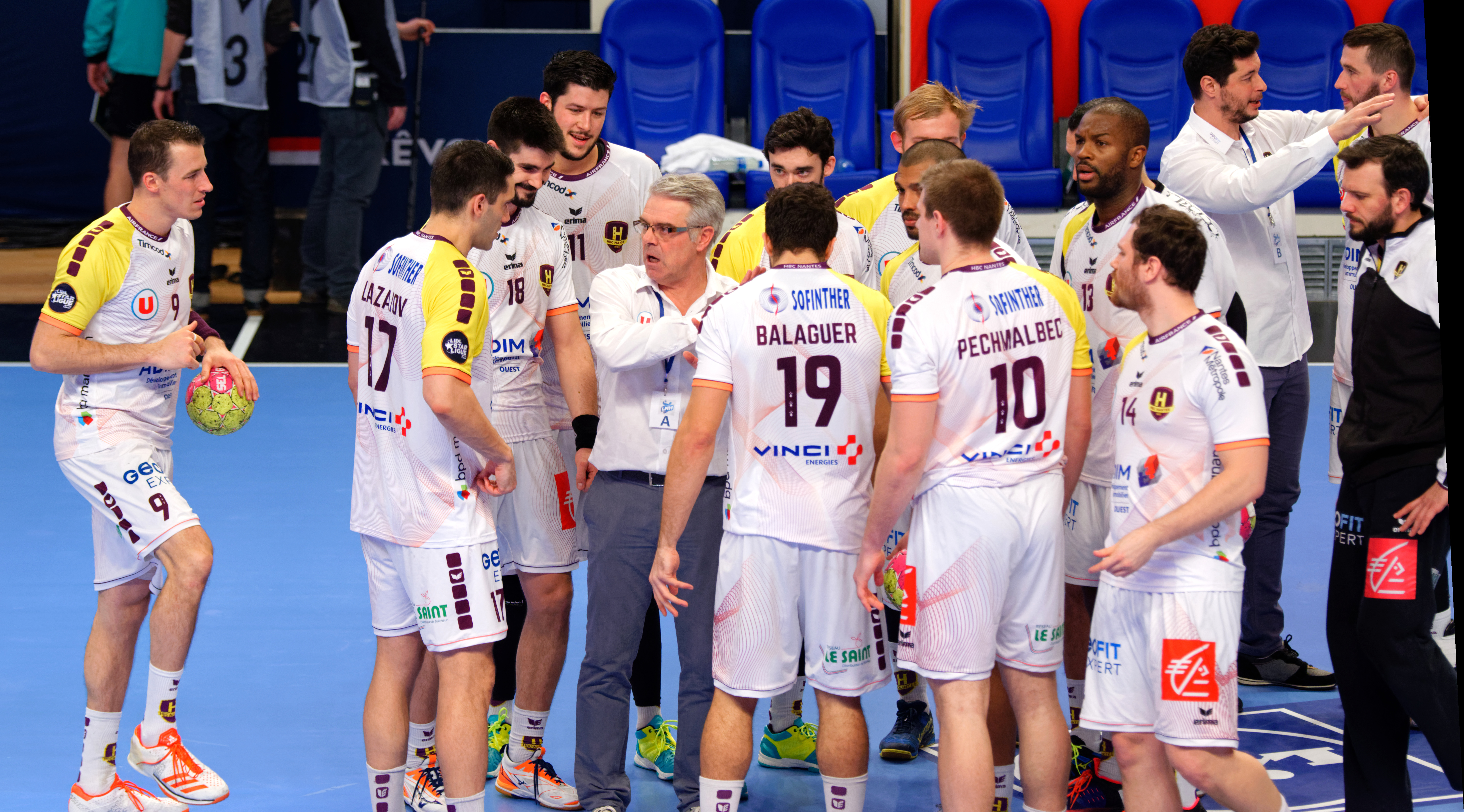
Thierry Anti lors d'un temps-mort avec le HBC Nantes, le 14 décembre 2017.

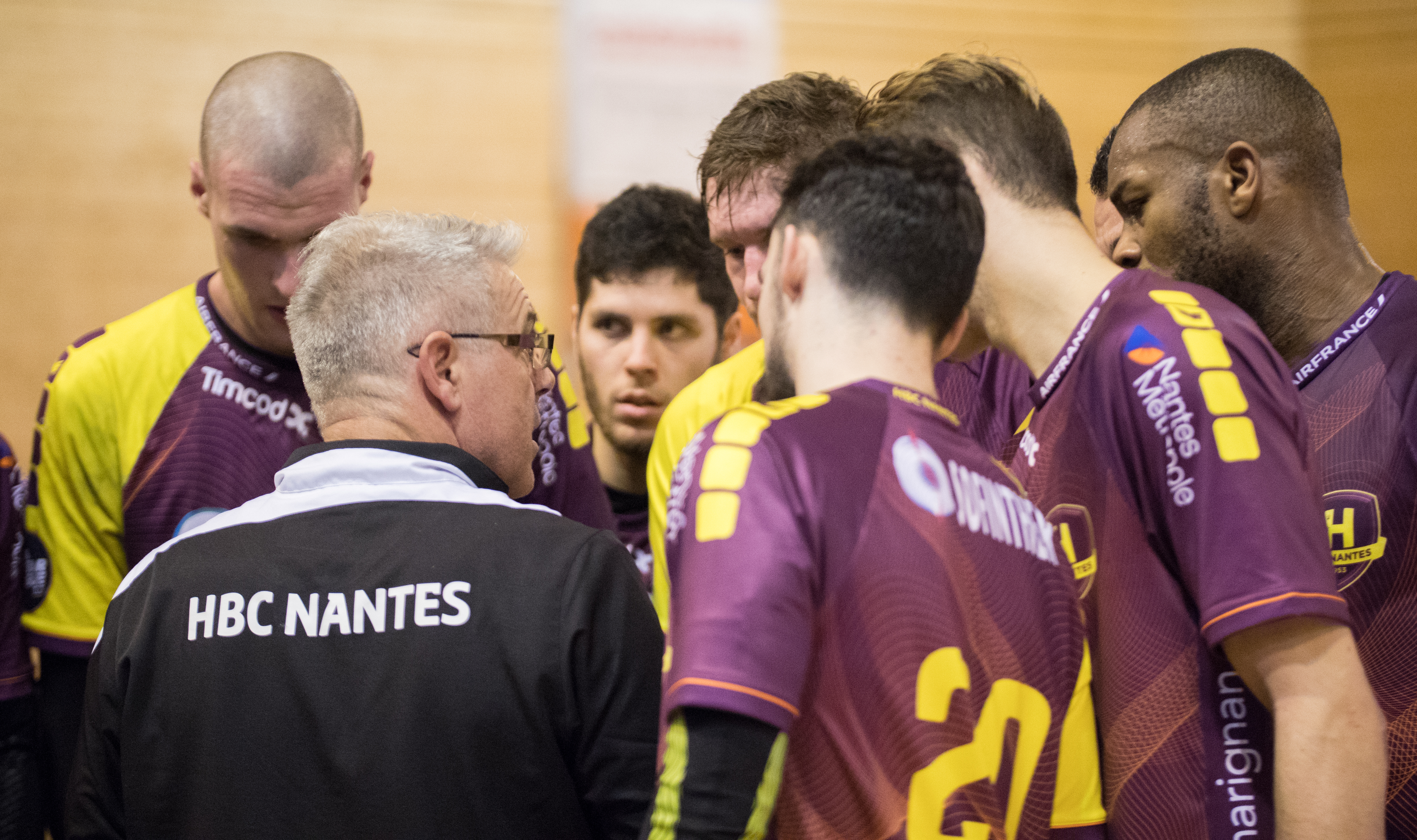
Thierry Anti et ses joueurs du HBC Nantes, le 23 janvier 2018

Après avoir passé l’essentiel de sa carrière de joueur à la Stella Saint-Maur, il rejoint l'US Créteil lors de la saison 1986-87. Le règlement de l'époque l’empêchant de jouer (« licence rouge »), il prend en charge une classe sport-études à Créteil et l'équipe espoirs du club et entame ainsi sa reconversion comme entraîneur. La saison suivante, il joue durant trois mois.
En 1988, Jean-Claude Tapie, le président de l’US Créteil lui propose à seulement 29 ans de prendre en main l'équipe de D1. Toutefois, Tapie recrute également le yougoslave Sead Hasanefendić qui venait le week-end pour manager l'équipe tandis qu’Anti gérait les entrainements la semaine. Tous deux mènent le club à une exceptionnelle saison 1988-1989 avec le doublé championnat-Coupe de France et avec la première finale de coupe d’Europe d’un club français lors de la Coupe des coupes. Pourtant, Hasanefendić quitte le club pour le Vénissieux handball et Tapie nomme un autre Yougoslave, Branislav Pokrajac, au poste d’entraîneur. Anti se retrouve alors « rétrogradé adjoint », ce qu’il n’admet pas.  
En 1990, il devient alors entraineur de l'UMS Pontault-Combault, club qu'il fera monter de nationale 2 à la 1re division en 1994. Mais alors que Pontault monte en D1, Anti décide de retourner à Créteil qui lui est relégué en D2 estimant « à ce moment-là que j'ai quelque chose à prouver avec Créteil, compte tenu de la façon dont je suis parti quatre ans plus tôt. » .  Finalement, Nîmes dépose le bilan pour raisons financières et Créteil est maintenu en D1.
Il permet ainsi au club cristollien de remonter dans la hiérarchie des clubs français avec notamment deux titres de vice-champion de France en 1997 et 2004, une Coupe de France en 1997 et une Coupe de la Ligue en 2003, et ce malgré un grave accident de moto en 2001 qui l'éloigne un temps des parquets. 
Malgré une deuxième place en championnat en 2005, une troisième la saison suivante puis la victoire en Coupe de France en 2007, il trouve un accord avec les dirigeants du Paris Handball pour ne pas honorer sa dernière année de contrat en 2008
En 2009, grâce notamment à Patrice Canayer « qui a soufflé mon nom aux dirigeants nantais quand ils cherchaient un entraîneur », il est engagé par le HBC Nantes, promu, en cours de saison 2008-2009 (avril). Ayant réussi à sauver l'équipe nantaise de la relégation, il conserve son poste d'entraineur et y signe un contrat de 3 ans. 
Il participe ainsi à la progression du club nantais, avec notamment deux finales en Coupe d’Europe de l’EHF en 2013 et en 2016, le premier trophée du club avec la Coupe de la Ligue en 2015. La saison 2016-2017 est marquée par une première participation du club en Ligue des champions, une deuxième place en championnat ainsi qu’une victoire en Coupe de France.
Après avoir emmené son équipe jusqu'en finale de la Ligue des champions 2017-2018, le club annonce en mars 2019 que Thierry Anti ne sera prolongé au-delà de son contrat en 2020. Finalement, un accord financier est trouvé entre Anti et Nantes pour rompre son contrat à un an de son échéance et Anti prend alors la direction du club portugais du Sporting Clube de Portugal. 
En février 2020, 6 mois après son arrivée au Portugal et peu de temps après avoir proposé ses services pour succéder à Didier Dinart à la tête de l'équipe de France, il signe un contrat de trois ans à partir de l'été 2021 avec le Pays d'Aix UC. Après une saison 2019/20 tronquée par la pandémie de Covid-19 qui touche le Portugal et toute l'Europe, Anti annonce son arrivée à Aix dès l'été 2020, un accord ayant été trouvé entre le club provençal et son entraîneur Jérôme Fernandez.
Il permet alors au club aixois d'atteindre le meilleur classement de son histoire en finissant à la 4e place du Championnat de France 2020-2021 puis à la 3e place la saison suivante. Mais la saison 2022-2023 est de moins bonne facture : le club n'est que septième du Championnat (après notamment une lourde défaite à domicile face à Sélestat (31-25), bon dernier du classement) et n'est pas parvenu à sortir de la phase de groupes en Ligue européenne. En conséquence, il est écarté de son poste d’entraîneur principal à l’issue du match contre Nantes le samedi 4 mars et il décide alors de prendre sa retraite d'entraîneur professionnel, après 36 années passées sur les bancs.

### Vie privée
Sa fille, Marion, a également été une joueuse professionnelle de handball. L'international espagnol Valero Rivera, marié à Marion, est donc le gendre de Thierry Anti.

## Palmarès
Compétitions internationales
- Finaliste de la Ligue des champions (C1) en 2018 (avec HBC Nantes)
- Finaliste de la Coupe des coupes (C2) en 1989 (avec US Créteil)
- Finaliste de la Coupe de l'EHF (C3) en 2013 et 2016 (avec HBC Nantes)

Compétitions nationales
- Championnat de France
  - Vainqueur (1) : 1989 (avec US Créteil)
  - Deuxième (5) : 1988, 1997, 2004 (avec US Créteil), 2005 (avec Paris Handball), 2017 (avec HBC Nantes)
- Coupe de France
  - Vainqueur (4) : 1989, 1997 (avec US Créteil), 2007 (avec Paris Handball) et 2017 (avec HBC Nantes)
  - Finaliste (3) : 2003 (avec US Créteil), 2008 (avec Paris Handball), 2015 (avec HBC Nantes)
- Coupe de la Ligue
  - Vainqueur (2) : 2003 (avec US Créteil) et 2015 (avec HBC Nantes)
  - Finaliste (5) : 2004 (avec US Créteil), 2005, 2006 (avec Paris Handball) ; 2013  et 2017 (avec HBC Nantes)
- Trophée des champions
  - Vainqueur (1) : 2017 (avec HBC Nantes)
- Championnat de France de D2
  - Vainqueur (1) : 1994 (avec UMS Pontault-Combault)
- Championnat de France de Nationale 1
  - Vainqueur (1) : 1992 (avec UMS Pontault-Combault)
- Challenge de France[Quoi ?]
  - Vainqueur (2) : 1991, 1992 (avec UMS Pontault-Combault)

## Distinctions
- Élu meilleur entraineur du Championnat de France en 2005 et 2017